# Електроковдра

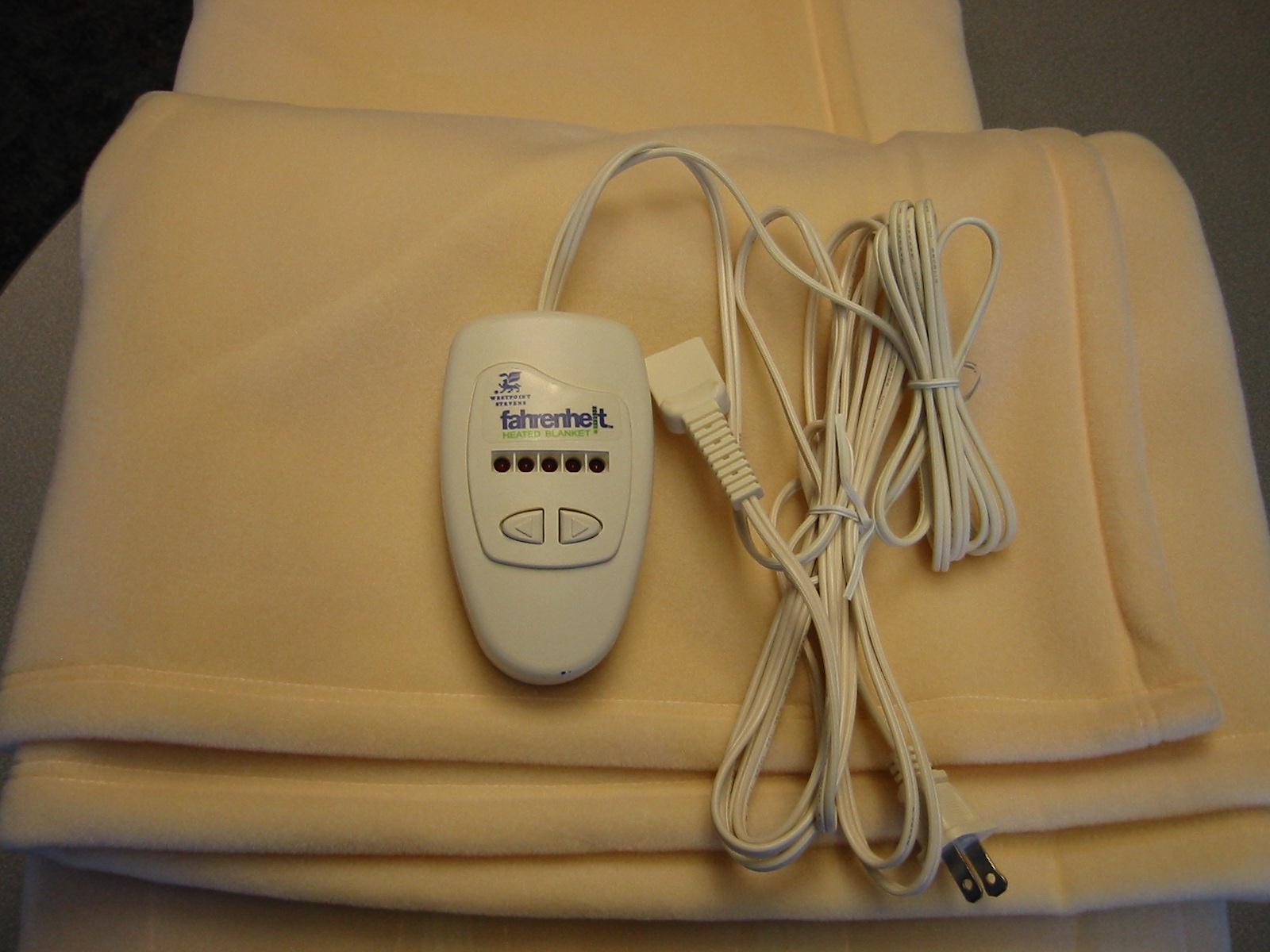
Сучасна електроковдра з блоком управління

Електроковдра — ковдра або її подібність з нагрівальним пристроєм, що призначена для локального нагрівання ліжка та людини що на ньому відпочиває. Використання електроковдри здатне забезпечити досить комфортний сон людини в приміщеннях які не мають опалення, або  опалення таких приміщень є недоцільним через економію енергоресурсів. Електроковдра є енергозберігаючим приладом, який дозволяє зменшувати витрати на опалення, наприклад ковдра розрахована на одну людину споживає приблизно 60 ват електроенергії за годину, а ковдра для двох приблизно 100 ват. Електроковдра з акумулятором здатна зігрівати туристів в туристичних походах. 
У різних країнах є відмінності щодо того, що  відповідає терміну «електроковдра». В кожній країні є власні традиції застосування цього терміна. Наприклад, у США та Канаді термін «електроковдра» (electric blanket) використовується для позначення ковдри з інтегрованим нагрівачем, що розміщується поверх простирадла. У Великій Британії та країнах Співдружності використовується термін, який можна перекласти як «електричний наматрацник» (electric underblanket), що застосовується до наматрацника з таким же нагрівачем, який розміщується поверх матраца і під простирадлом.

## Історія
Першу електроковдру було винайдено в 1912 му американським лікарем і винахідником Сідні І. Расселом. Ця рання модель електроковдри являла собою наматрацник (underblanket), який містився поверх матраца і гріла людину знизу. Існують суперечки щодо того, коли з'явилися саме перші електричні ковдри (overblanket). Перша відома публікація про такий пристрій з'явилася в 1930 році, ця ковдра вироблялася фірмою . Тим не менш є твердження, що насправді електроковдра з'явилася пізніше, в 1937 році, коли в Сполучених Штатах почалося виробництво ковдр (overblanket), що обігрівають людину зверху .

## Конструкція
Електроковдра зазвичай має блок управління, який регулює вироблену ним кількість тепла. За його допомогою можна збільшувати або зменшувати температуру до якої нагрівається Ковдри. Ковдри для ліжок великих розмірів часто мають окремі регулятори температури кожної зі сторін ліжка. Електроковдру можна використовувати для попереднього нагрівання ліжка перед сном або лежанням або для того, щоб зігрітися під час цих процесів.
Деякі сучасні електроковдри «низького напруження» забезпечені тонкими дротиками з вуглецевого волокна і працюють під напругою від 12 до 24 вольт. Очевидно, що такі електроковдри набагато безпечніші, ніж більш поширені з напругою від 110 до 240 вольт, адже при високому вольтажі заявляється ризик ураження людини струмом і ризик пожежі. Крім того низьковольтові електронагрівачі можуть мати ефект саморегуляції (при підвищенні температури підвищується і опір проводу, таким чином падає вихідна потужність), що є незаперечною перевагою з точки зору надійності (не потрібно збирати окрему схему контролю температури та проводити датчики).

## Принцип дії
Як і електрогрілка, електроковдра працює від ізольованих проводів або нагрівальних елементів, інтегрованих у тканину, які дають тепло, коли воно підключене до джерела живлення. Блок регулювання температури, розташований між ковдрою та електричною розеткою, регулює величину потужності, що надходить через нагрівальні елементи усередину ковдри. Відносно сучасні електроковдри працюють на низькій напрузі 24 вольта і забезпечені механізмом екстреного відключення, щоб запобігти можливості перегріву або займання. Старі електроковдри (до них зазвичай відносять випускалися до 2001 року) не мають механізмів аварійного відключення, тому при їх використанні зберігається ризик перегріву та пожежі.

## Сучасні електроковдри
У деяких із найсучасніших моделей електроковдр для нагрівання використовуються дроти з вуглецевого волокна. Ці дроти менш товсті і помітні, ніж нагрівальні дроти старого зразка. Подібні карбонопластикові дроти використовуються також у багатьох системах підігріву автомобільних сидінь у просунутих моделях автомобілів. Електроковдри можуть мати реостати, які регулюють кількість тепла, будучи керованими температурами тіла людини та електроковдри та забезпечуючи цим комфортні умови користувачам.

## Питання безпеки
Через поєднання кількості тепла, електроенергії, великої кількості легкозаймистих матеріалів в постільній білизні і тієї обставини, що людина, яка використовує пристрій, спить, використання електроковдр викликає занепокоєння серед деяких експертів з безпеки. Основною проблемою є електроковдри, випущені до 2001 року, а також пошкоджені або відслужили свій термін. У Великій Британії, за оцінками, щорічно трапляється 5000 пожеж, спричинених порушенням техніки безпеки, з яких 99%, ймовірно , бувають при використанні електроковдр, що прослужили 10 років і більше .
Електричні ковдри також становлять небезпеку здатністю завдати опіку тим, хто не може відчувати біль або не в змозі адекватно відреагувати на неї. До таких категорій осіб належать маленькі діти, хворі на діабет та літні люди.
Ряд експертів висловлюють також думки про можливу шкоду для здоров'я при використанні електроковдр.
Слід зазначити, що використання електроковдр за інструкцією виробника робить їх абсолютно безпечними у використанні. Зверніть увагу, що є електроковдри, які працюють зі змінною напругою 220 В або 110 В - такі ковдри більш небезпечні, ніж ковдри, які працюють на 12 і на 24 В постійного струму. Якщо Ви візьмете і прокусите уві сні дріт, по якому тече напруга 24 В, Ви відчуєте тільки легке поколювання. Якщо по кабелю тектиме вже 220 В, то Вас сильно вдарить струмом.

## У масовій культурі
Антропоморфний персонаж у вигляді електроковдри з можливістю регулювання температури під назвою Бланки присутній в мультфільмі 1987 року «Відважний маленький тостер».
Знаменитий роман Артура Хейлі "Колеса" починається з того, що президент корпорації Дженерал Моторс не виспався через несправність електроковдри, яку він власноруч і полагодив вранці.